# سوتلانا جیتومیرسکایا
سوتلانا جیتومیرسکایا ریاضی‌دان اکراینی - آمریکایی می‌باشد و زمینه کاری وی روی سیستم پویا و فیزیک ریاضی است. او تحصیلات خود را در دانشگاه دولتی مسکو ادامه داده است. وی از شاگردان ولادیمیر آرنولد و یعکوو گ. سینایی می‌باشد.
کنگره جهانی ریاضیدانان پکن در سال ۲۰۰۲ از وی برای ایراد سخنرانی دعوت کرده بود.